# Lingga Tiga
Lingga Tiga is een bestuurslaag in het regentschap Labuhan Batu van de provincie Noord-Sumatra, Indonesië. Lingga Tiga telt 6260 inwoners (volkstelling 2010).